# غاري مارتن (ممثل)
غاري مارتن (بالإنجليزية: Gary Martin) هو ممثل بريطاني، ولد في 18 يونيو 1958 في المملكة المتحدة.

## أعمال

### أفلام
- (2015) المينيون[1][2]

## وصلات خارجية
- غاري مارتن على موقع IMDb (الإنجليزية)
- غاري مارتن على موقع ألو سيني (الفرنسية)
- غاري مارتن على موقع أول موفي (الإنجليزية)
- غاري مارتن على موقع قاعدة بيانات الفيلم (الإنجليزية)
- غاري مارتن على موقع كينوبويسك (الروسية)